# Jay Bytebier
Jay Bytebier (Gent, 17 november 1995) is een Belgisch mountainbiker die gespecialiseerd is in het onderdeel cross-country eliminator (XCE).

## Levensloop
In zijn beginjaren was Jay een cross-country renner. Hij werd onder meer vice-Belgisch Kampioen XCO bij de aspiranten in 2007. De jaren daarna specialiseerde hij zich in cross-country eliminator (XCE). In 2014 kwam hij bij zijn debuut in het Belgische Kampioenschap XCE zwaar ten val. In 2016 werd hij in datzelfde kampioenschap tweede.
Op de Europese kampioenschappen mountainbike 2018 (XCE) in Graz behaalde hij in 2018 de vijfde plaats in het XCE-onderdeel. In 2019 kende hij een goed seizoen; hij won het algemene klassement van de Coupe de France XCE. Hij nam in dit jaar ook voor de eerste keer deel aan het Wereld Kampioenschap XCE te Waregem. Hij werd er negende. Na een speciaal coronajaar waarin er weinig wedstrijden konden gereden en velen werden geannuleerd of verplaatst werd Jay zesde op het Wereldkampioenschap XCE voor eigen volk te Leuven.

## Palmares

### Cross-country eliminator (XCE)
2022
- DNF Wereldbeker XCE Leuven

2021
- 6de Eindklassement Wereldbeker XCE 2021
- 4de Wereldbeker XCE Leuven
- 6de Wereldbeker XCE Valkenswaard
- 6de Wereldbeker XCE Winterberg
- 7de Wereldbeker XCE Oudenaarde
- 8de Wereldbeker XCE Seine-et-Marne
- DNS Wereldbeker XCE Barcelona
- 11de Wereldkampioenschap XCE Graz

2020
- 6de Wereldkampioenschap XCE Leuven
- 5de Wereldbeker XCE Waregem
- 12de Europees Kampioenschap XCE Monte Tamaro

2019
- 1ste Algemeen klassement Coupe de France VTT XCE 2019 Frankrijk
- 3de Coupe de France VTT XCE Marseille[6]
- 3de Coupe de France VTT XCE Jeumont
- 5de Wereldbeker XCE Winterberg
- 8ste Wereldbeker XCE Volterra
- 9de Wereldbeker XCE Barcelona
- 9de Wereldkampioenchap XCE Waregem

2018
- 5de Europees Kampioenschap XCE Graz
- 5de Wereldbeker XCE Volterra
- 6ste Wereldbeker XCE Apeldoorn
- 10de Wereldbeker XCE Antwerpen

2017
- 9de Wereldbeker XCE Apeldoorn
- 9de Wereldbeker XCE Antwerpen
- 13de Wereldbeker XCE Winterberg
- 13de Wereldbeker XCE Waregem

2016
- 2de Belgische Kampioenschap XCE Waregem
- 4de City Mountainbike XCE Antwerpen

2015
- 3de Belgische Kampioenschap XCE Antwerpen[7]

## Onderscheidingen
- Sportman van het jaar Gavere: 2015